# 満原優樹
満原 優樹（みつはら ゆうき、1989年12月27日 - ）は、神奈川県横浜市出身のバスケットボール選手である。所属チームはB1の佐賀バルーナーズであり、ポジションはパワーフォワード。身長198cm、体重110kg。

## 来歴
東海大相模中から能代工業高校に進み、1年より全国大会出場。3年次のインターハイでは準決勝で並里成擁する福岡第一を降し、インターハイ優勝。ウィンターカップでは準決勝の洛南戦で怪我をした影響でチームは敗れたが最終的にチームは3位になった。
また、2年次には並里らとともにU-18日本代表に選ばれ、アジアU-18選手権に出場。
大学は東海大学に進み、1年より関東リーグ、インカレに出場。
2年次に2009年ユニバーシアード代表に選出。
2010年、日本代表候補に選出される。
2012年、日立サンロッカーズに加入。
2019年、琉球ゴールデンキングスに移籍。
2022年、佐賀バルーナーズに移籍。

## 経歴
- 能代工業高校 - 東海大学 - 日立（2012-）

## 日本代表歴
- 2006年アジアジュニア選手権
- 2009年夏季ユニバーシアード

## 記録
| シーズン    | チーム | GP | GS | MPG  | FG%  | 3P%  | FT%  | RPG | APG | SPG | BPG | TO  | PPG |
| ----------- | ------ | -- | -- | ---- | ---- | ---- | ---- | --- | --- | --- | --- | --- | --- |
| NBL 2013-14 | 日立   | 53 |    | 15.3 | .351 | .369 | .659 | 2.6 | 0.9 | 0.4 | 0.1 | 0.8 | 5.2 |
| NBL 2014-15 | 日立   | 49 |    | 12.6 | .370 | .245 | .679 | 3.1 | 0.6 | 0.2 | 0.1 | 0.6 | 4.5 |
| NBL 2015-16 | 日立   | 52 |    | 10.4 | .374 | .258 | .636 | 2.1 | 0.4 | 0.2 | 0.1 | 0.5 | 3.2 |
| B1 2016-17  | 渋谷   |    |    |      |      |      |      |     |     |     |     |     |     |